# George Lusk
George Akin Lusk (1839–1919) foi um construtor e decorador especializado em restaurações de teatros de music hall, e presidente conselheiro do Comitê de Vigilância de Whitechapel durante os assassinatos de Whithechapel cometidos pelo serial killer não identificado apelidado Jack, o Estripador, em 1888.

## Presidente conselheiro do Comitê de Vigilância de Whitechapel
Lusk foi eleito presidente conselheiro do Comitê de Vigilância de Whitechapel por outro homem de negócios que criou o comitê em 10 de setembro de 1888. Seu nome foi impresso em vários posters por Whitechapel apelando por informações durante os assassinatos. Ele e o tesoureiro do comitê, Joseph Aarons, escreveram uma carta para o The Daily Telegraph, endereçado ao Secretário de Estado para os Assuntos Internos Henry Matthews, apontando que uma boa recompensa do governo poderia "convencer" os pobres e humildes residentes de nossa East End que as autoridades governamentais estão muito mais ansiosas para vingar o sangue dessas mulheres infortunadas como se elas fossem os assassinatos Lorde Cavendish e Sr Burke".

## Carta "From Hell"

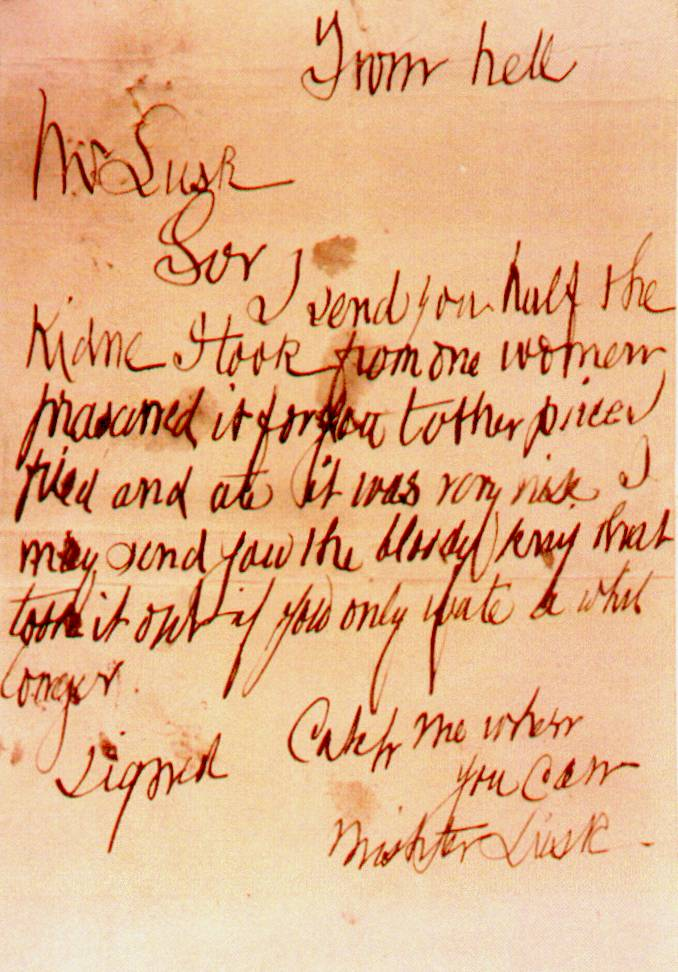
A carta "From Hell" endereçada a Lusk

Em outubro de 1888 Lusk começou a acreditar que sua casa estava sendo vigiada por um sinistro homem de barba, e pediu proteção policial. Ele recebeu então um pequeno pacote na caixa de correios de sua casa, o qual tinha dentro um rim humano. A carta diz: 
"Do inferno
Sr Lusk
Senhor
Eu envio para você a metade do
rim que eu tirei de uma mulher e
que conservei para o senhor. O outro pedaço
eu fritei e comi e estava muito bom.
Talvez eu envie a faca ensanguentada que
o tirou se esperar um pouco
mais.
assinado
Pegue-me quando
puder.
Senhor Lusk".
Essa carta é apelidada como "carta From Hell" pelos ripperologistas.
Convencido que a carta era uma piada, Lusk colocou a caixa e o rim em sua mesa. No encontro do comitê de vigilância no dia seguinte ele o mostrou aos outros membros do comitê. Joseph Aarons, W Harris e outros dois membros chamaram Reeves e Lewton visitou Lusk em sua casa para inspecionar a carta e o rim. Lusk queria se livrar deles, mas foi convencido em deixá-los com o doutor Frederick Wiles, um cirurgião próximo a Mile End.
Wiles estava fora, então seu assistente, F.S Reed, examinou os conteúdos da caixa e levou o rim para Dr. Thomas Horrocks Openshaw do Royal London Hospital. O rim ficou sob a jurisdição da polícia da cidade cujo setor responsável era o mesmo onde Catherine Eddowes foi assassinada.  
Lusk também é mencionado pela carta "Dear Boss", mas essa carta é considerada por muitos ripperologistas como uma farsa.